# Brannon Braga
Brannon Braga, né le 14 août 1965 à Bozeman dans le Montana (États-Unis), est un scénariste et producteur de cinéma et de télévision américain.

## Biographie

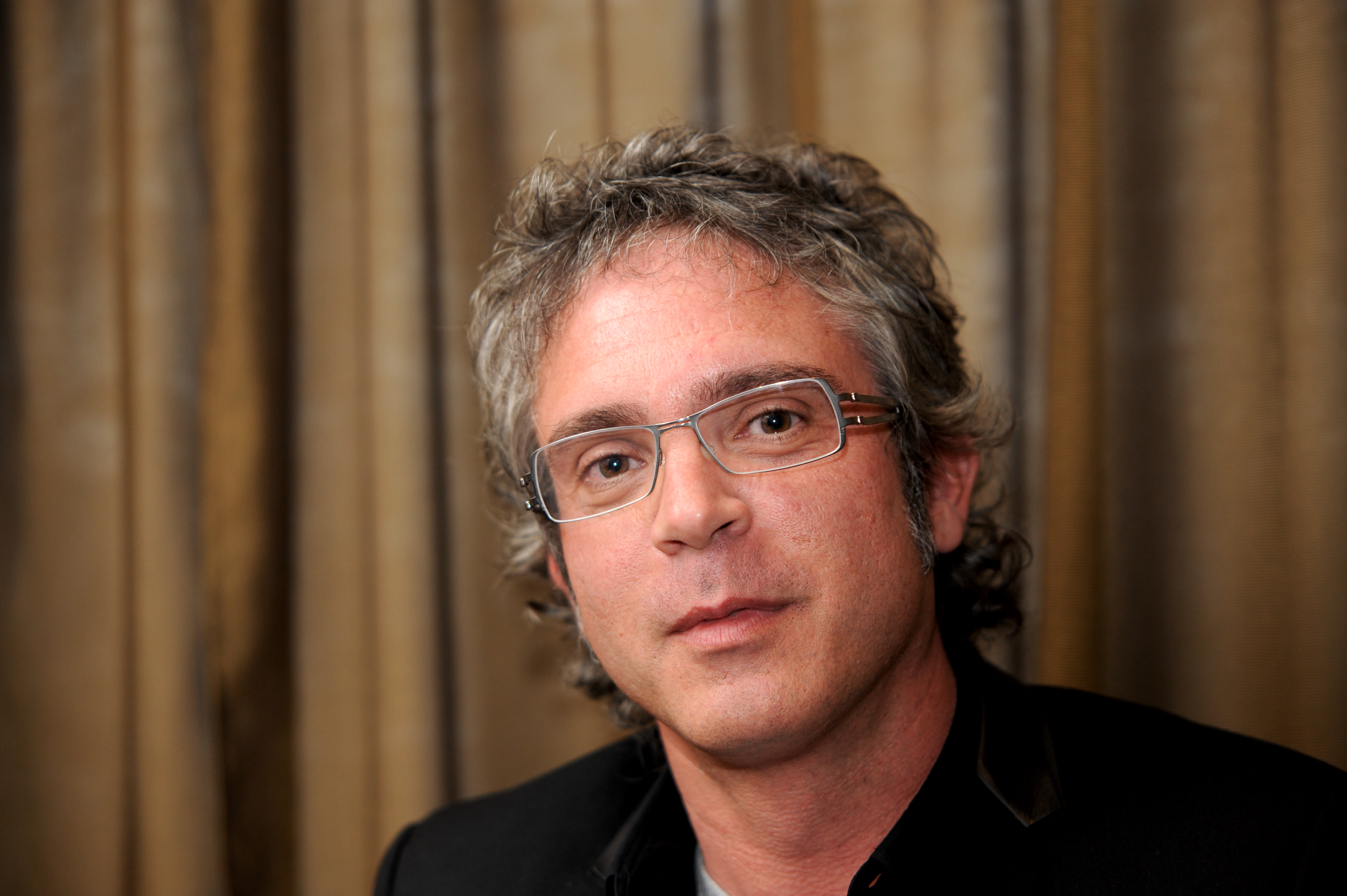
Brannon Braga, le 05 avril 2010 à Paris.

Brannon Braga est surtout connu pour avoir participé depuis 1990 aux différentes séries issues de l'univers Star Trek pour lesquelles il écrit plus de cent épisodes. Il est également le scénariste des films Star Trek : Générations et Star Trek : Premier Contact.
Il est coauteur avec Ronald D. Moore de l'histoire du film Mission : Impossible 2.
Il est cocréateur avec David S. Goyer de la série télévisée Flashforward, diffusée de 2009 à 2010 sur ABC pour une seule saison.
Il produit ensuite la série Terra Nova diffusée de 2011 à 2012 sur le réseau Fox aux États-Unis. Là encore, la série est abandonnée dès la première saison.
Il est cocréateur de la série Salem diffusée depuis 2014 aux États-Unis, qui connaîtra trois saisons.